# Max Wenzel (Mundartdichter)
Max Wenzel (* 8. April 1879 in Ehrenfriedersdorf; † 4. September 1946 in Chemnitz) war ein deutscher Lehrer und Mundartdichter des Erzgebirges.

## Leben
Nach dem Besuch des Lehrerseminars in Annaberg wurde Max Wenzel Hilfslehrer in Wiesa. Seinen Militärdienst leistete er beim Infanterieregiment Nr. 134 in Leipzig. Danach war er als Lehrer in Geyersdorf und Grumbach tätig, bis er eine Anstellung in Chemnitz fand, wo er bis zu seinem Tode in der Hugenbergstraße 55 (heute Helenenstraße) lebte.
In Chemnitz lehrte Max Wenzel in der André-Schule zusammen mit Otto Thörner, welcher ebenfalls Lehrer, Lyriker und Heimatdichter war.

## Werk
Wenzel zählt neben Anton Günther zu den produktivsten Mundartdichtern des sächsischen Erzgebirges. Allein 11 Bände der Erzgebirgsbücher stammen aus seiner Feder. Auch nach Wenzels Tod wurden viele seiner Werke, zum Teil neu zusammengestellt, immer wieder neu aufgelegt.

## Werke
- Wu de Fichten rauschen. Graser, Annaberg 1910
- Grob oder fei, mer sei wie mer sei! Heitere Gedichte und Erzählungen aus dem Erzgebirge. Thümmler, Chemnitz 1913
- Das Glück des Silberherrn: Ein historisches Spiel aus dem Erzgebirge in 3 Aufzügen. Graser, Annaberg i. Erzgeb. 1913
- Rächerkerzeln: Erzgebirgische Geschichten. Thümmler, Chemnitz 1914
- Ae Samel - Lob sei Christbaam: Schwank in einem Aufzug. Graser, Annaberg i. Erzgeb. o. J. (um 1914)
- Acht Tog virn heiling Ohmd: Ein Bild aus dem Obererzgebirge. 2. Auflage. Graser, Annaberg i. Erzgeb. 1914
- Das östliche Erzgebirge. 2. Auflage bearb. von F. W. Kirsch, Meinhold, Dresden-A. o. J. (1916)
- Of dr Ufnbank: Gedichte und Erzählungen in erzgebirgischer Mundart. Thümmler, Chemnitz 1919
- Erzgebirgisches Wanderbuch: 148 Ausflüge und Wanderungen in die Umgebung von Chemnitz und das Erzgebirge. Thümmler, Chemnitz 1919
- Dr Helms Jubiläums-Gäste. Thümmler, Chemnitz 1919
- Bei uns im Ärzgebirg': Heiteres aus dem Erzgebirge. Thümmlers, Chemnitz o. J. (1920)
- Unnern Vugelbeerbaam: Gereimtes und Ungereimtes aus dem Erzgebirge. Thümmler, Chemnitz 1920
- Erzgebirgische Christ- und Mettenspiele. Thümmler, Chemnitz 1920
- Dr liebe Eh'stand. Thümmler, Chemnitz 1920
- In Hutzenstöbl. Thümmler, Chemnitz 1920
- Der Halserin der Basenschenk: Volksstück in erzgebirgischer Mundart in 1 Aufzug. Wittig & Schobloch, Dresden-Wachwitz 1922
- ’s gruße Lus: Schwank in 1 Aufz. Wittig & Schobloch, Dresden-Wachwitz 1922
- O dos Ruscheln! Schwank in erzgebirg. Mundart in 1 Aufz. Wittig & Schobloch, Dresden-Wachwitz 1922
- Pfaffernüsseln: Allerlei Erzgebirgisches. Thümmler, Chemnitz 1922
- Raachemaad: Allerlei aus d. Erzgebirge. Thümmler, Chemnitz 1922
- E lustige Virstandssitzung u. a. Scherze f. Vereinsabende. Thümmler, Chemnitz 1922
- Die Kiste: Schwank in 1 Aufz. Thümmler, Chemnitz 1923
- Der Stülpner-Karl: Die Geschichte d. erzgebirg. Wildschützen. Thümmler, Chemnitz 1923
- Wu de Fichten rauschen. Wittig & Schobloch, Dresden-Wachwitz o. J. (1923)
- In der Dämmerstund: Geschichten und Gedichte in erzgebirgischer Mundart. Thümmler, Chemnitz 1925
- Erzgebirgisches Wanderbuch: 153 Ausflüge und Wanderungen in die Umgebung von Chemnitz und das Erzgebirge. Zweite, erweiterte und umgearbeitete Auflage. Thümmlers, Chemnitz 1926/27
- Gorl un Fransen: Buntes Allerlei aus meiner erzgebirg. Heimat. Pöhlberg-Verlag, Annaberg i. Erzgeb. o. J. (1927)
- Schwarzbrut: Allerlei Erzgebirgisches. Glückauf-Verlag, Schwarzenberg/Sa. o. J. (1928), drei Auflagen
- Schwamme! Ein erzgebirgisches Lustspiel in einem Aufzug. Erzgebirgs-Verlag Graser’sche Buchh., Annaberg i. Erzgeb. 1929 (Digitalisat)
- Für de lange Ohmd: Ernstes u. Heiteres aus d. Erzgebirge. Erzgebirgs-Verlag Graser’sche Buchh., Annaberg i. Erzgeb. 1930
- Ne Weißköppel-David vu Neugrumbich sei Geschichten un Asichten: Allerlei Erzgebirgisches. Pickenhahn, Chemnitz 1933
- Wir deutschen Jungen: Ein Festsp. in 2 Abt. A. Strauch, Leipzig o. J. (1934)
- ’s Wiedersahe: Ein fröhl. Frauenspiel. Erzgebirgsverlag, Annaberg 1934
- Anton Günther, der Sänger des Erzgebirges: Sein Leben u. s. Werk. Landesverein Sächs. Heimatschutz (Hrsg.), Dresden 1937
- Reg’n un Sonneschei: Dies u. jenes aus meiner erzgebirg. Heimat. Bastei-Verlag [Dresdner Akzidenzdruckerei], Dresden o. J. (1937)
- Volkstümliche Kurzspiele für Schule und Haus. Erzgebirgs-Verlag, Annaberg 1938
- Wos der Wenzel-Max derzehlt. VEB Friedrich Hofmeister, Leipzig 1959

## Tondokumente
- Polyphon 30 565 (23 980)(926 ar): ‘S Heilig Ohmd-Lied.
- Polyphon 30 562 (23 977)(923 ar): Da biese Lieb. Lied. / (23 983)(929 ar) ‘S Holstäner Schnitzel (Erzählung).
- Max Wenzel, mit Klavierbegleitung. Aufgen. 1921